# Mérida, Venezuela
Mérida, s polnim imenom Santiago de los Caballeros de Mérida je mesto v okrožju Mérida v Venezueli. Leži v Andih in je priljubljena turistična destinacija. 
Mesto je leta 2007 gostilo mednarodni nogometni turnir Copa América, znano je tudi po vsakoletnem festivalu Feria del Sol.